# Nicko Cruises
Die Nicko Cruises Schiffsreisen GmbH (Eigenschreibweise: nicko cruises) ist ein deutscher Reiseveranstalter für Fluss- und Hochseekreuzfahrten. Nach eigenen Angaben werden mehr als 100 Routen auf den Flüssen und der Hochsee weltweit befahren. Der Unternehmenssitz ist in Stuttgart, Baden-Württemberg.

## Geschichte

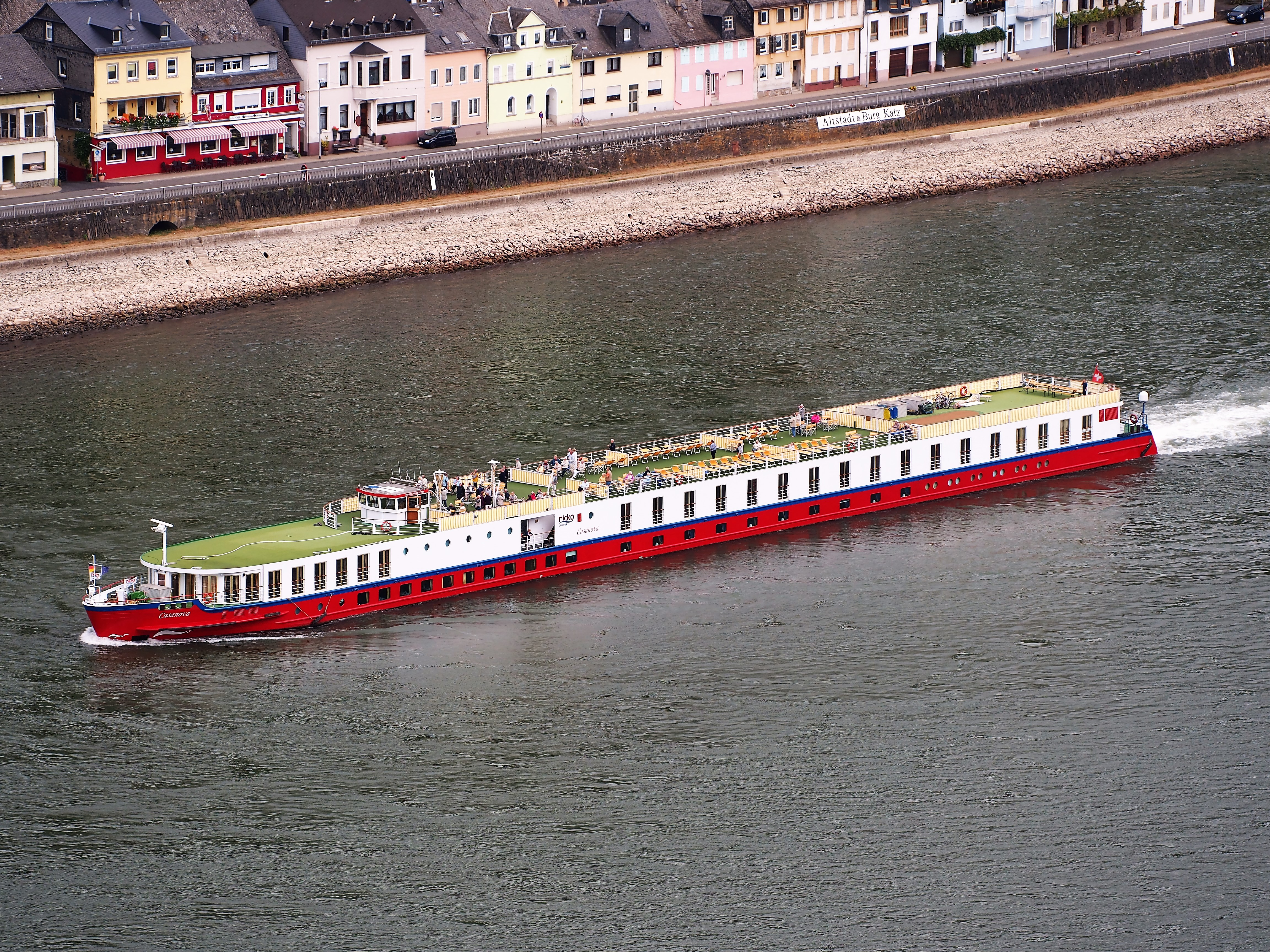
Flusskreuzfahrtschiff Casanova

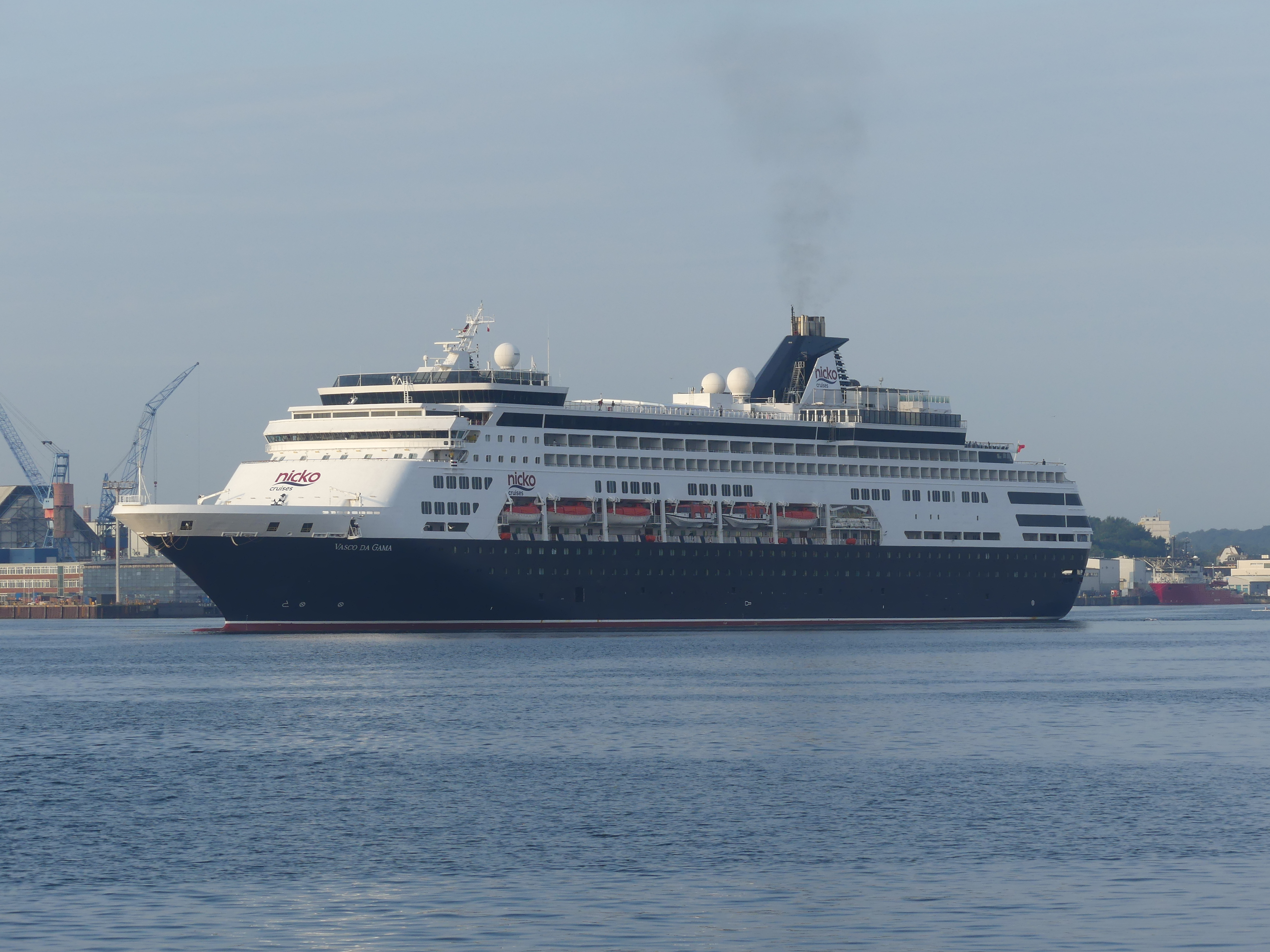
Hochseeschiff Vasco da Gama

1992 gründete Ekkehard Beller das Unternehmen als nicko tours GmbH für Reisen nach Russland und bot erste Kreuzfahrten auf der Wolga an. 2012 wurde das Unternehmen an einen Finanzinvestor verkauft. Zum 1. November 2015 übernahm der portugiesische Entrepreneur Mário Ferreira die Marke Nicko Cruises und den Mitarbeiterstamm in die neue Gesellschaft Nicko Cruises Flussreisen GmbH. Seitdem wird das Unternehmen von Guido Laukamp und Carsten Keil geführt.
Zum 1. Oktober 2018 wurde aufgrund des Einstiegs in den Hochseemarkt die Firma von Nicko Cruises Flussreisen GmbH in Nicko Cruises Schiffsreisen GmbH geändert.
An der Muttergesellschaft von Nicko Cruises, Mystic Invest Holding, S.A., ist heute neben dem Mehrheitsgesellschafter Mário Ferreira und seiner Frau Paula auch das US-Beteiligungsunternehmen Certares über die Certares Enrico SARL beteiligt.

## Flotte
Zur Nicko-Cruises-Fluss-Flotte gehören (Stand: September 2021) 26 Schiffe, die auf Routen in Europa, Afrika und Asien unterwegs sind. Die Schiffe befinden sich in der Regel nicht im Eigentum von Nicko, sondern werden eingechartert.
| Schiffsname                  | Anzahl Passagiere | Zielgebiet | Baujahr              |
| ---------------------------- | ----------------- | --- | -------------------- |
| NickoVISION                  | 220               | Donau | 2018                 |
| NickoSPIRIT                  | 170               | Rhein, Mosel, Neckar, Saar                                                                                               | 2020                 |
| Rhein Symphonie              | 196               | Rhein | 2006                 |
| Bolero                       | 180               | Donau | 2003                 |
| Maxima                       | 180               | Donau | 2003                 |
| Viktoria                     | 180               | Donau | 2004                 |
| Belvedere                    | 176               | Donau | 2005                 |
| Rhein Melodie                | 196               | Rhein, Mosel, Neckar, Saar                                                                                               | 2005                 |
| Rhein Symphonie              | 196               | Rhein, Mosel, Neckar, Saar                                                                                               | 2006                 |
| Seine Comtesse               | 150               | Seine, Frankreich | 2001, renoviert 2019 |
| Bijou du Rhone               | 150               | Rhone, Frankreich | 2001, renoviert 2019 |
| Douro Serenity               | 126               | Douro, Portugal | 2017                 |
| Fedin                        | 212               | Wolga, Swir, Newa, Russland                                                                                              | 1990, renoviert 2018 |
| Steigenberger Minerva        | 152               | Nil, Ägypten | 2009                 |
| Steigenberger Legacy         | 152               | Nil, Ägypten | 2010                 |
| Steigenberger Omar El Khayam | 160               | Nassersee, Ägypten | 2008                 |
| Belissima                    | 132               | Donau | 2004                 |
| Dalmatia                     | 34                | Dalmatiens Küste, Kroatien                                                                                               | 2012                 |
| Douro Cruiser                | 130               | Douro, Portugal | 2005                 |
| Thurgau Exotic III           | 32                | Irrawaddy, Myanmar | 2017                 |
| Remix                        | 53                | Ob, Tom, Irtysch, Russland                                                                                               | 1964, renoviert 2015 |
| Heidelberg                   | 125               | Donau | 2004                 |
| Casanova                     | 96                | Rhein, Mosel, Neckar, Saar                                                                                               | 2001                 |
| Frederic Chopin              | 80                | Elbe, Moldau, Havel, Weser & Kanäle, Oder & Ostsee                                                                       | 2002                 |
| Katharina von Bora           | 80                | Elbe, Moldau, Havel, Weser & Kanäle, Oder & Ostsee                                                                       | 2000                 |
| Thurgau Saxonia              | 88                | Elbe, Moldau, Havel, Weser & Kanäle, Oder & Ostsee                                                                       | 2001                 |
| Mekong Navigator             | 68                | Mekong, Vietnam & Kambodscha                                                                                             | 2014                 |
| Vasco da Gama                | 1000              | Mittelmeer, Westeuropa, Nordeuropa, Ostsee, Baltikum, Kanarische Inseln, Azoren, Madeira, Kapverden, Marokko, Westafrika | 1993                 |

## Zielgebiete

### Donau
Im Jahr 2021 fahren sieben Schiffe auf der Donau mit Start – und Endhafen in Passau. Die Reisedauer liegt je nach Route zwischen vier und 19 Tagen (bis zum Donaudelta und zurück).

### Rhein, Main und Mosel, Neckar, Saar
Die Routen auf dem Rhein erstrecken sich im Süden bis Basel bis in den Norden zum Ijsselmeer. Die Kreuzfahrten auf der Mosel beinhalten teilweise auch französische Streckenabschnitte. Auf dem Main verkehren die Schiffe zwischen Frankfurt am Main und Passau und führen auch über den Main-Donau-Kanal.

### Elbe, Moldau, Havel, Weser und Kanäle, Oder & Ostsee
In diesem Zielgebiet werden beispielsweise Fahrten zwischen Potsdam und Dresden, Potsdam und Stralsund, Potsdam und Hamburg sowie Potsdam und Münster angeboten.

### Rhône und Saône, Seine und Loire
Start- und Endhafen auf der Rhône/Saône ist Lyon. In acht Tagen fährt das Schiff bis nach Arles und zurück. Von Paris aus führt die Tour in acht Tagen nach Le Havre und wieder zurück.

### Duero
Der Fluss Duero wird von Porto aus befahren. Die Fahrt dauert acht Tage.

### Küste Dalmatiens
Von Trogir führt die Kreuzfahrt in acht Tagen nordwärts nach Zadar oder in acht Tagen nach Süden Richtung Dubrovnik.

### Wolga, Swir, Newa sowie Ob, Tom und Irtysch
In Russland sind zwei Schiffe im Einsatz. Ein Schiff verkehrt zwischen Moskau und St. Petersburg sowie zwischen Moskau und Astrachan – je nach Route zwischen 11 und 14 Tagen. Die 17-tägige Flusskreuzfahrt in Sibirien auf Ob, Tom und Irtysch beginnt in Moskau mit einem Inlandsflug nach Sibirien.

### Kairo, Nil und Nassersee
In diesem Zielgebiet fahren drei Schiffe auf drei unterschiedlichen Routen mit einer Reiselänge zwischen 8 und 15 Tagen.

### Mekong und Irrawaddy
Die Reise zwischen Siem Reap und Saigon auf dem Mekong dauert 13 Tage.